# Диво (фільм, 1989)
«Диво» (кит. 奇蹟, англ. назва Miracles) — гонконгський фільм з Джекі Чаном у головній ролі. Фільм вийшов на екрани в 1989 році. В інших перекладах відомий також як «Містер Гонконг», «Кантонський хрещений батько» тощо. Фільм є римейком стрічки Френка Капри «Жменя чудес» (1961). 

## Сюжет
Приїхавши в Гонконг у пошуках кращого життя, Чарлі віддає свої останні центи торговці за квітку троянди, яка повинна принести йому удачу. І "щасливий" випадок не змусив себе чекати. Чарлі стає мимовільним учасником перестрілки двох мафіозних кланів і виносить з-під вогню головного боса одного з гангстерських угрупувань. Помираючи, ватажок мафії призначає Чарлі своїм спадкоємцем і Великим Братом свого клану.

## В ролях
- Джекі Чан — Джекі Ланг
- Аніта Муй — Янг Лумінг
- Розе Ґуа Ах Леі — мадам Као
- Чун Хсуінг Ko — Тигр
- Ву Ма — дядечко Хоі
- Ло Лейт — Феі